# Steve Latinovich
Steve Latinovich, né le 23 mai 1947 à Welland en Ontario au Canada, est un joueur professionnel canadien de hockey sur glace.

## Carrière
- 1963-1964 Petes de Peterborough (LHO)
- 1964-1965 Maroons Jr. de Chatham  (OHL)
- 1965-1967 Black Hawks de St. Catharines (OHL)
- 1967-1968 Black Hawks de Dallas (CPHL)
- 1970-1972 York University (CIAU)
- 1977-1980 HC Bienne (LNB et LNA)

## Anecdote
Lors de son passage au HC Bienne, Il forma la ligne d'attaque des "L" avec ses coéquipiers Lott et Lindberg.

## Palmarès
- Champion de Suisse en 1978 avec le HC Bienne

## Sources
- 40 ans du HC Bienne, Bienne, Édition W.Gassmann
- (en) « Steve Latinovich », sur Eliteprospects.com
- (en) « Steve Latinovich hockey statistics & profile », sur The Internet Hockey Database